# Contarinia tianschanica
Contarinia tianschanica är en tvåvingeart som beskrevs av Fedotova 1997. Contarinia tianschanica ingår i släktet Contarinia och familjen gallmyggor. Inga underarter finns listade i Catalogue of Life.